# Marianna Soroka
Marianna Helena Soroka – polska genetyk, dr hab. nauk biologicznych, profesor uczelni Instytutu Biologii Uniwersytetu Szczecińskiego.

## Życiorys
7 marca 1997 obroniła pracę doktorską Struktura genetyczna inwazyjnego gatunku małża Dreissena polymorpha (Pallas) z obszaru Polski, 8 grudnia 2011 habilitowała się na podstawie pracy. Została zatrudniona na stanowisku profesora nadzwyczajnego w Katedrze Genetyki Ogólnej i Molekularnej na Wydziale Biologii Uniwersytetu Szczecińskiego.
Piastuje funkcję profesora uczelni w Instytucie Biologii na Uniwersytecie Szczecińskim oraz przewodniczącego na Oddziale Szczecińskim Polskiego Towarzystwa Genetycznego.